# Theopea louwerensi
Theopea louwerensi là một loài bọ cánh cứng trong họ Chrysomelidae. Loài này được Jolivet miêu tả khoa học năm 1951.